# Portulacaria longipedunculata
Portulacaria longipedunculata es un arbusto suculento perteneciente al género Portulacaria de la familia Didiereaceae. Se distribuye desde el suroeste de Angola hasta el noroeste de Namibia.

## Descripción

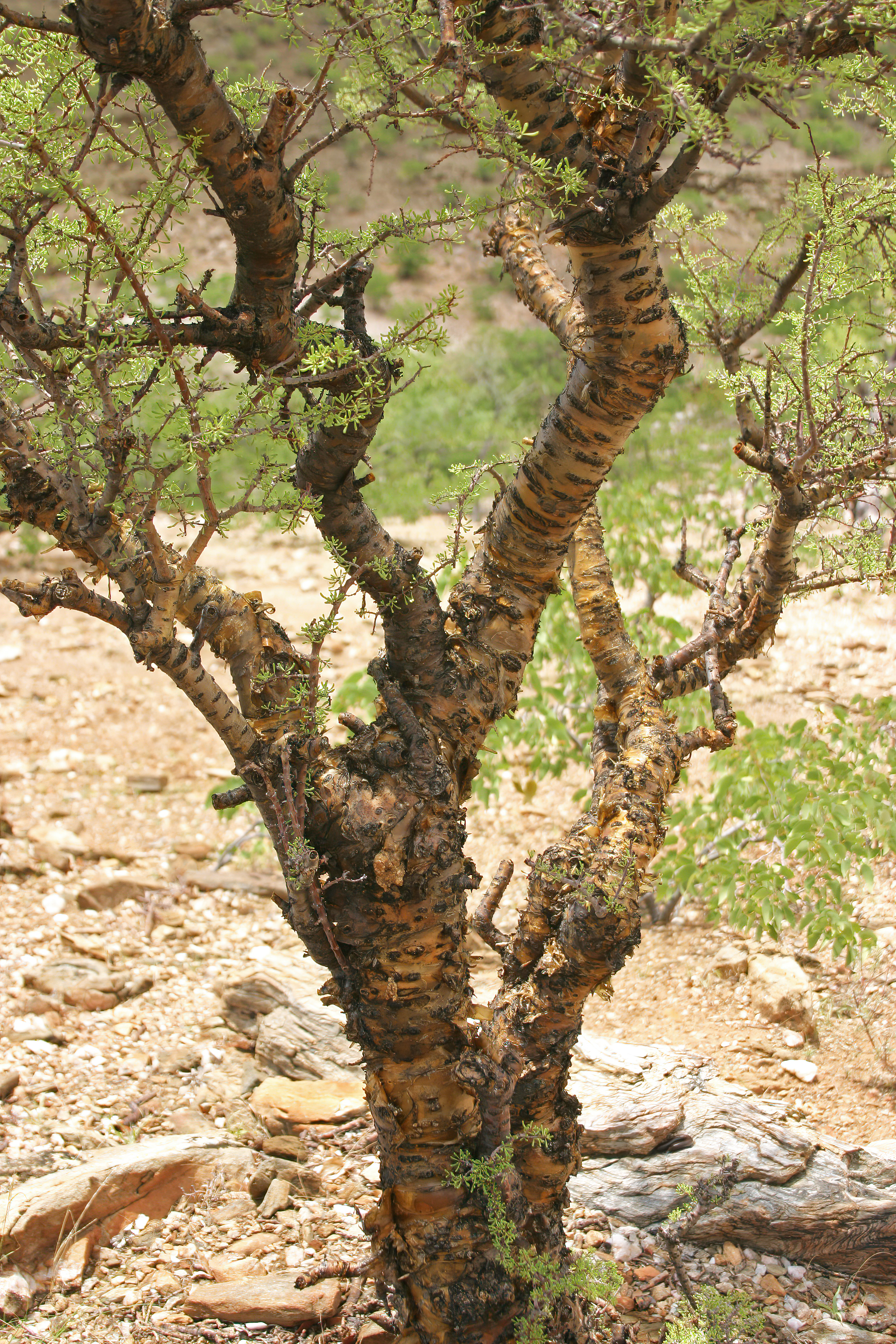
Detalle del tronco

Portulacaria longipedunculata es un arbusto perenne de crecimiento lento, muy ramificado, con hojas suculentas y de 2 a 3 m de altura. Las raíces son suculentas y tienen una corteza de color marrón cuando están expuestas. Las plantas maduras suelen tener un tallo principal solitario en el que se está desprendiendo la corteza coriácea de color marrón amarillento.

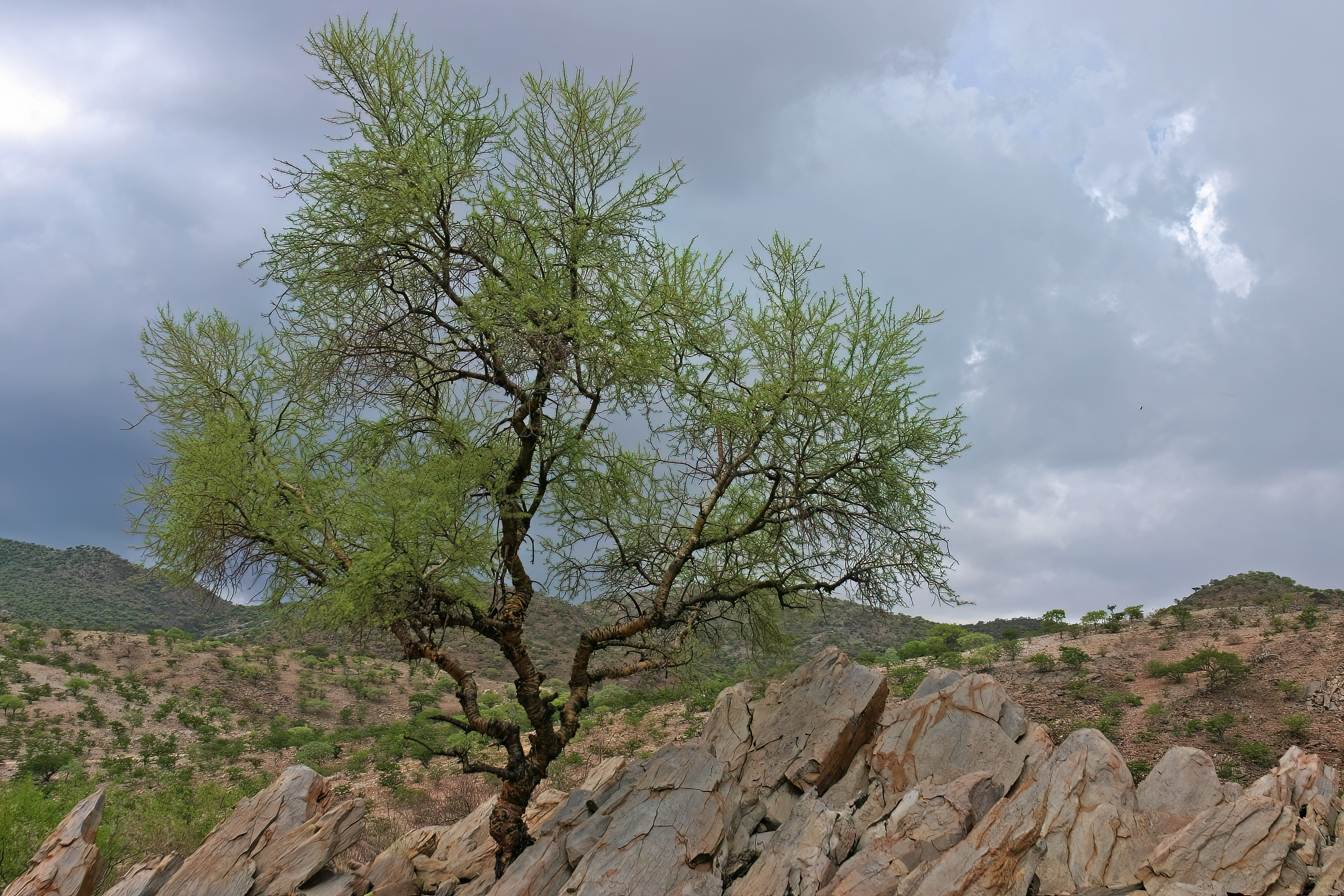
Planta en su ambiente natural

Las ramas más jóvenes son de color rojizo a marrón pálido, volviéndose grisáceas y con ramas de espolón reducidas de donde aparecen grupos de hojas y pedúnculos. Las hojas son de color verde-verde oliva y están dispuestas en espiral, con un tamaño de 7-20 x 2-2,5 mm. Son cilíndricas o en forma de maza y aparecen en grupos de tres a cuatro en las ramitas laterales más cortas. 
Las flores se producen en racimos cortos axilares de 7 flores, de unos 20 mm de largo. Presentan 5 pétalos rosados extendidos y cálices acortados en forma de bráctea. La semilla es una nuez.

## Distribución y hábitat
El área de distribución nativa de esta especie abarca desde el suroeste de Angola hasta el noroeste de Namibia y que crece principalmente en biomas desérticos o de matorrales secos.

## Ecología
La planta está adaptada al desierto y puede soportar condiciones muy secas y calurosas y sequías prolongadas. La humedad se almacena en sus hojas y raíces suculentas. 
Los tallos jóvenes son rojizos debido a los pigmentos de antocianina que los protegen de los rayos solares dañinos. La corteza coriácea, de color claro, grisácea y reflectante, a menudo descascarada en tiras horizontales, la protege del sol. Las flores son polinizadas por pequeños insectos y los frutos alados se dispersan por el viento.

## Taxonomía
La primera descripción de esta especie fue como Ceraria longipedunculata, publicada en 1961 por los botánicos alemandes Hermann Merxmüller y Dieter Podlech en la revista científica Mitteilungen der Botanischen Staatssammlung München 4: 73.
Más tarde, los botánicos Peter Vincent Bruyns y Cornelia Klak trasladaron la especie al género Portulacaria, por lo que pasó a llamarse Portulacaria longipedunculata. Registraron estos cambios en la revista científica Taxon 63: 1061, publicada en 2014.

Etimología
- Portulacaria: nombre genérico derivado del género Portulaca debido a su parecido con este. El sufijo "-aria" es un sufijo latino que se utiliza para indicar relación o pertenencia.
- longipedunculata: epíteto específico que significa 'con pedúnculos largos', haciendo referencia a la longitud del tallo que lleva la flor o el fruto.[4]

## Usos
Se cultiva principalmente como planta ornamental, en suelos bien drenados, arenosos y con grava. La propagación se realiza mediante esquejes y semillas.